# マテバシイ属
マテバシイ属（Lithocarpus）（シノニム Pasania）は東アジア、東南アジアに約300種が分布、日本にはその内の2種、マテバシイ　Lithocarpus edulis　とシリブカガシ　Lithocarpus glaberが分布する。
北アメリカ南西部のオレゴン州とカリフォルニア州にタンオークL. densiflorus1種類のみが隔離分布するとされていたが、この種は遺伝的にも他と離れており別属Notholithocarpusに分けられた。
クリ属に近縁だが、日本に自生する2種、マテバシイとシリブカガシは堅果はいわゆるドングリ状で、常緑高木であり、どちらかと言うとコナラ属のアカガシ亜属のものによく似ている、また前述のタンオークを別属とすると、日本はこの属の分布北限であり、他のブナ科各属にものに比べると寒さに弱い。
コナラ属は風媒花であるが、本属は同じクリ亜科であるクリ属、シイ属と同じく虫媒花であり、両属と同じく花は精液のような不快な匂いを放つ。

## マテバシイ属の植物

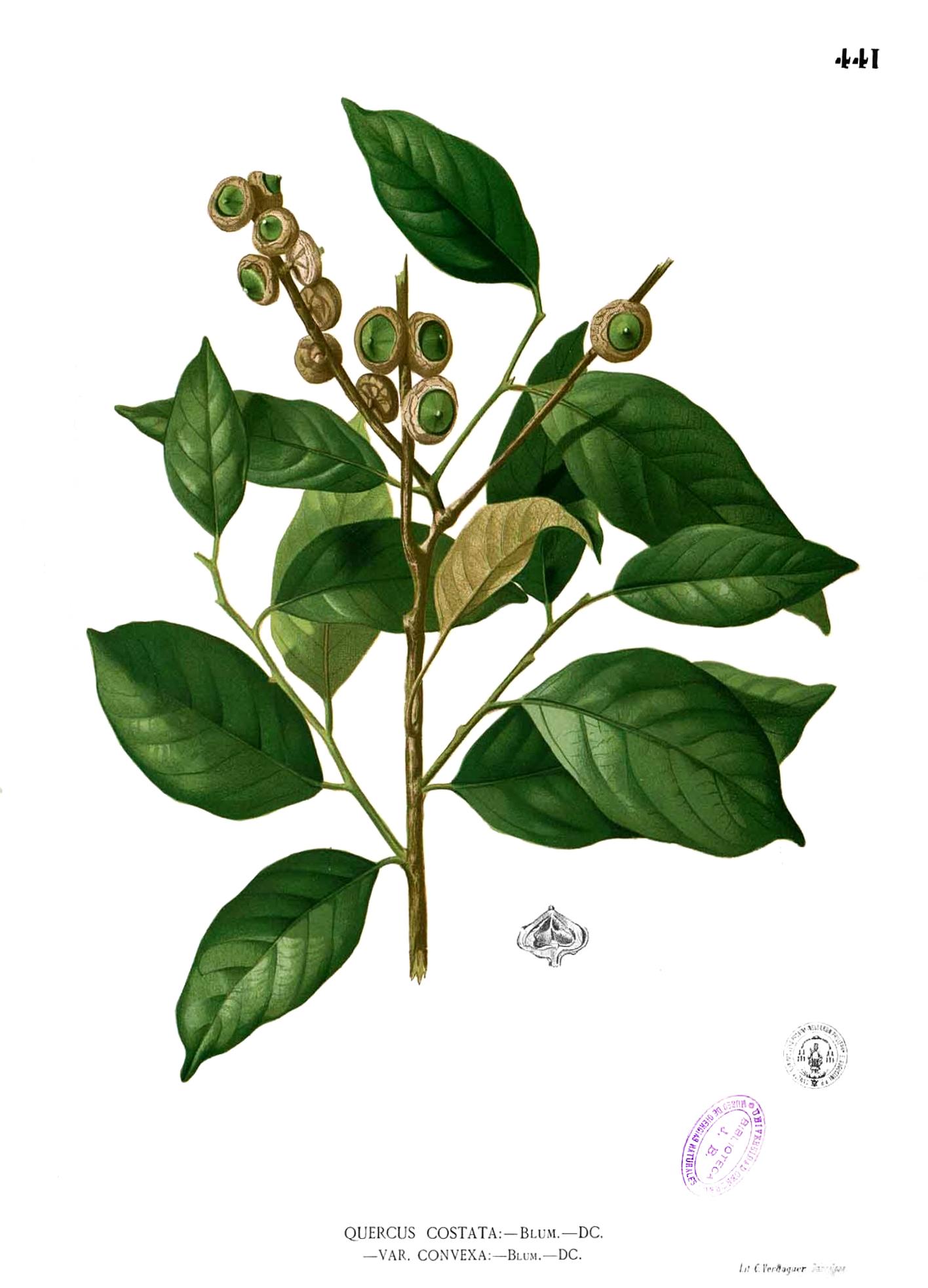
Lithocarpus costatus
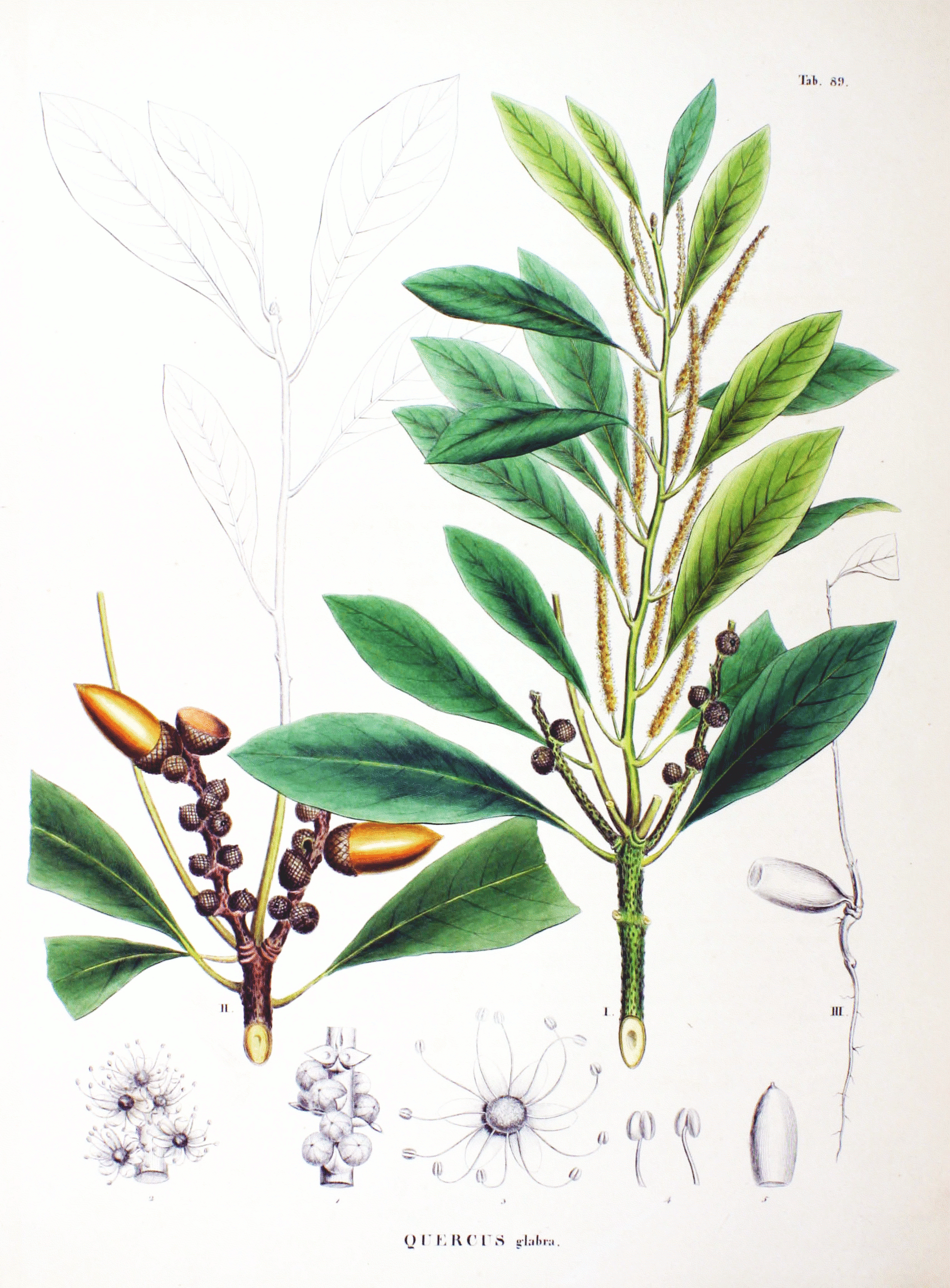
シリブカガシLithocarpus glaber
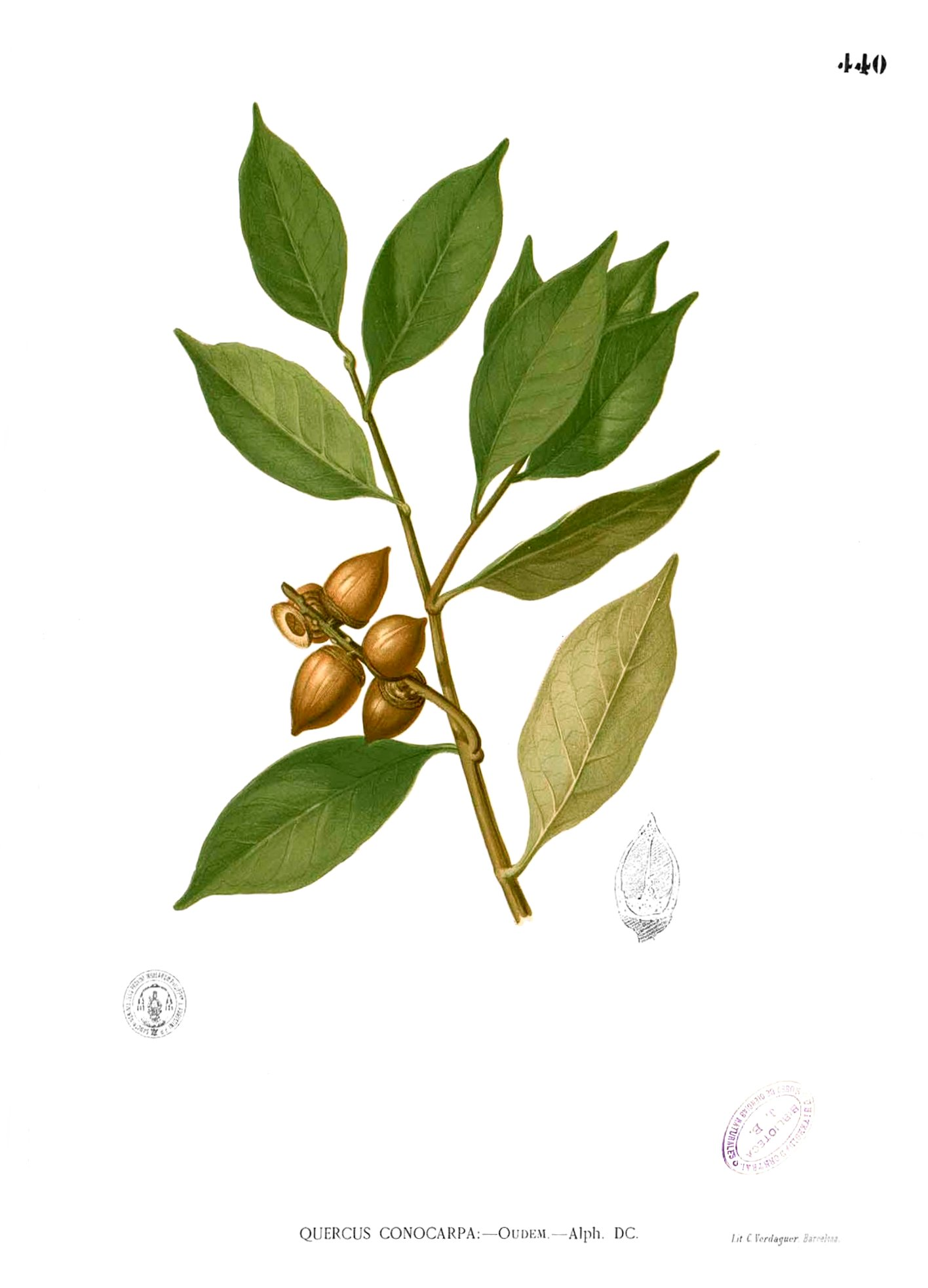
Lithocarpus pseudoreinwardtii
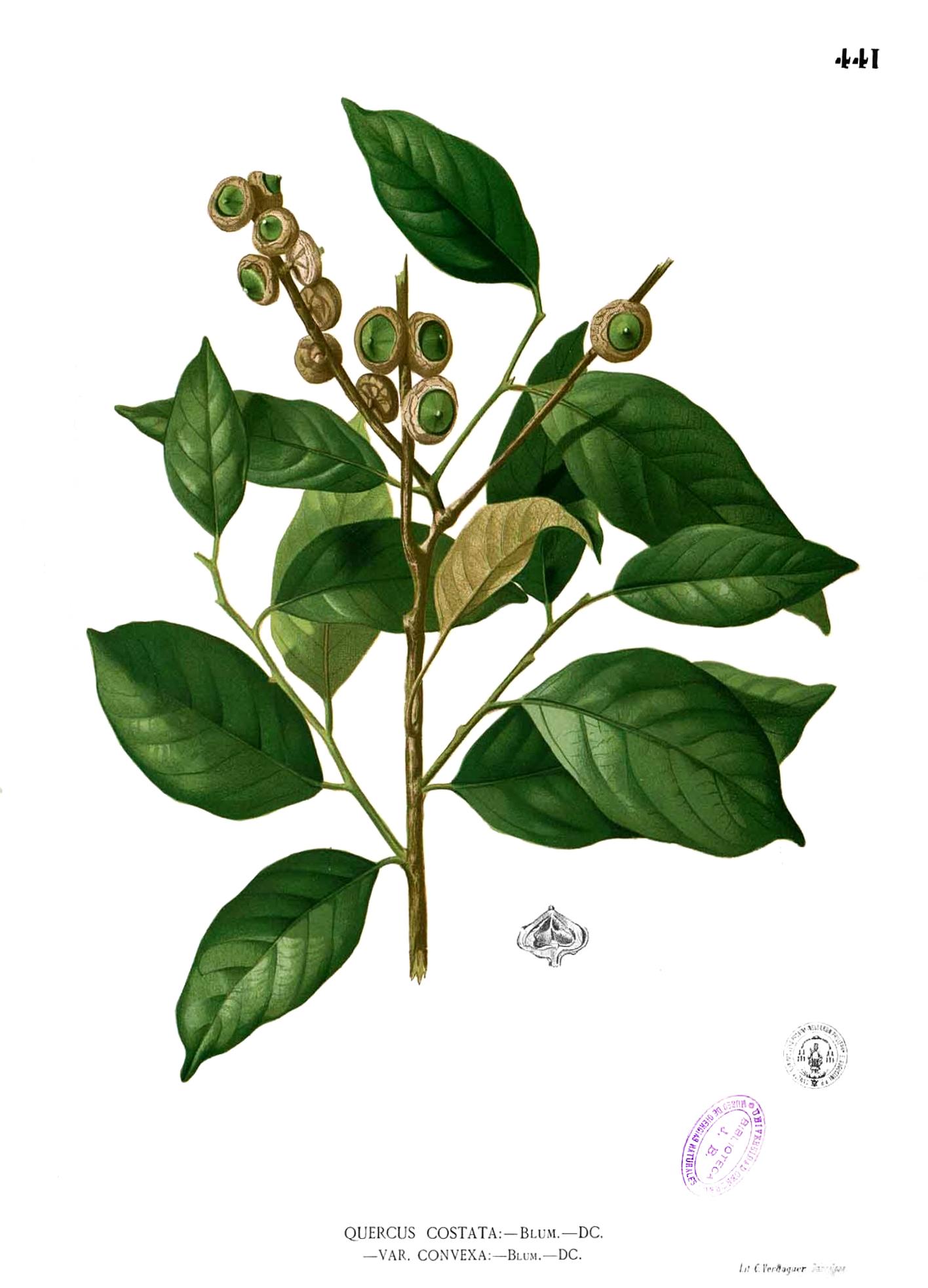
Lithocarpus costatus
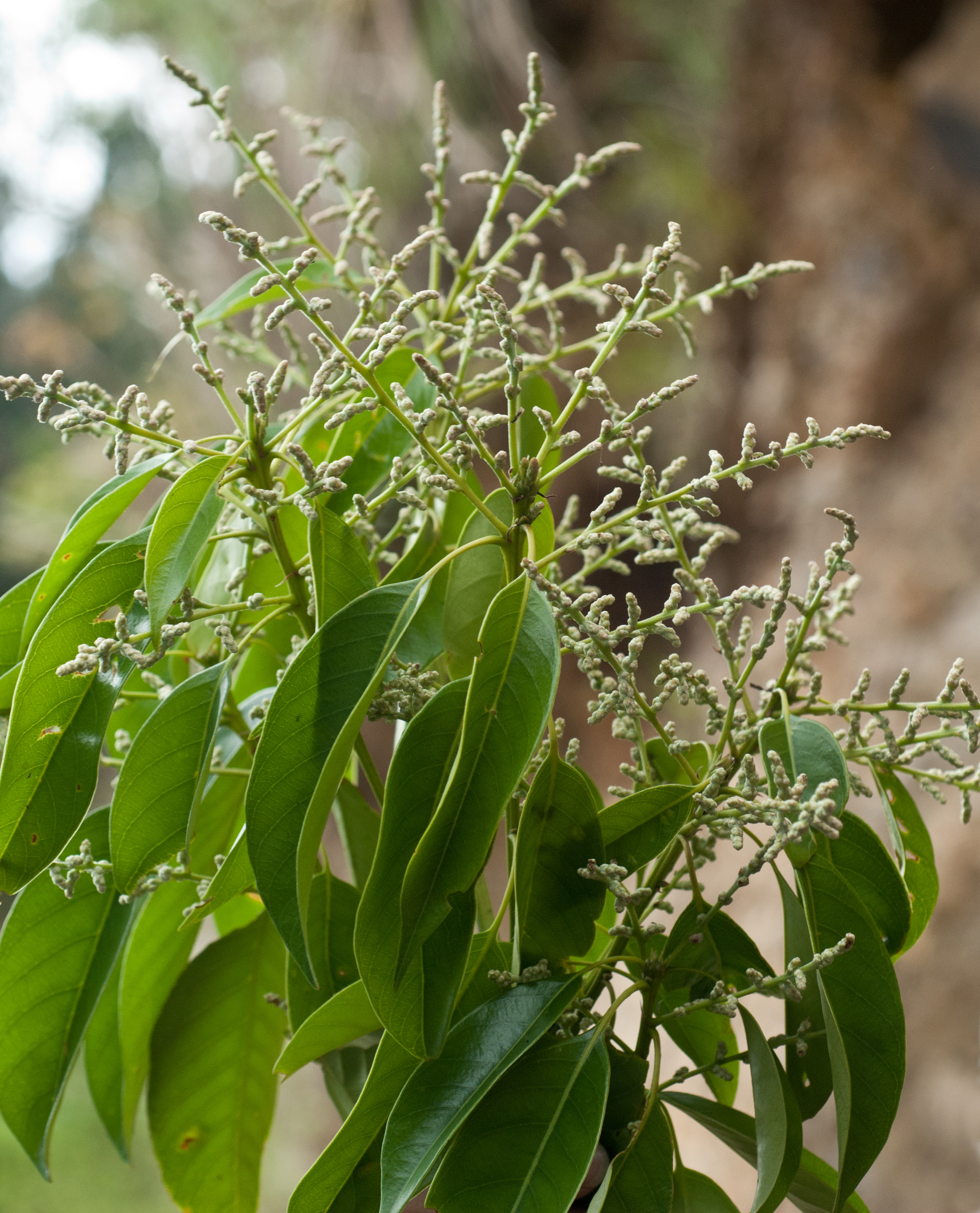
Lithocarpus harlandii
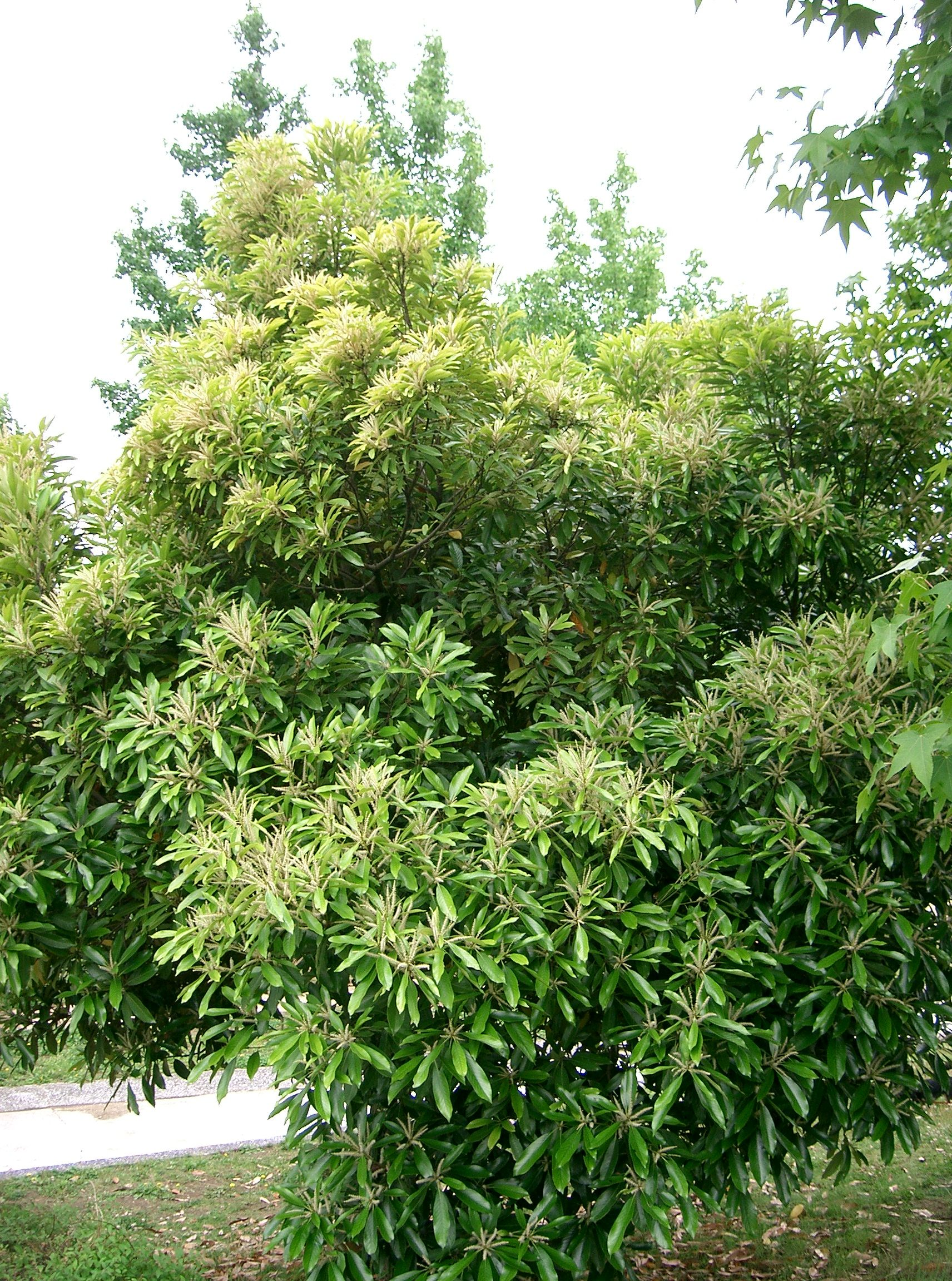
マテバシイLithocarpus edulis
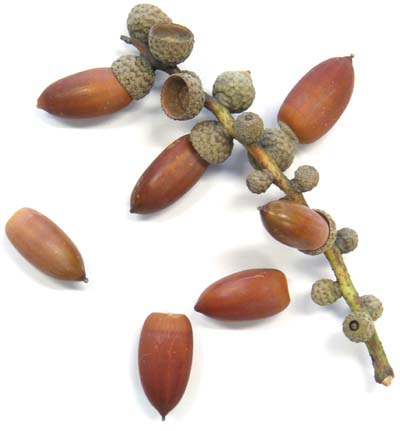
マテバシイのどんぐり
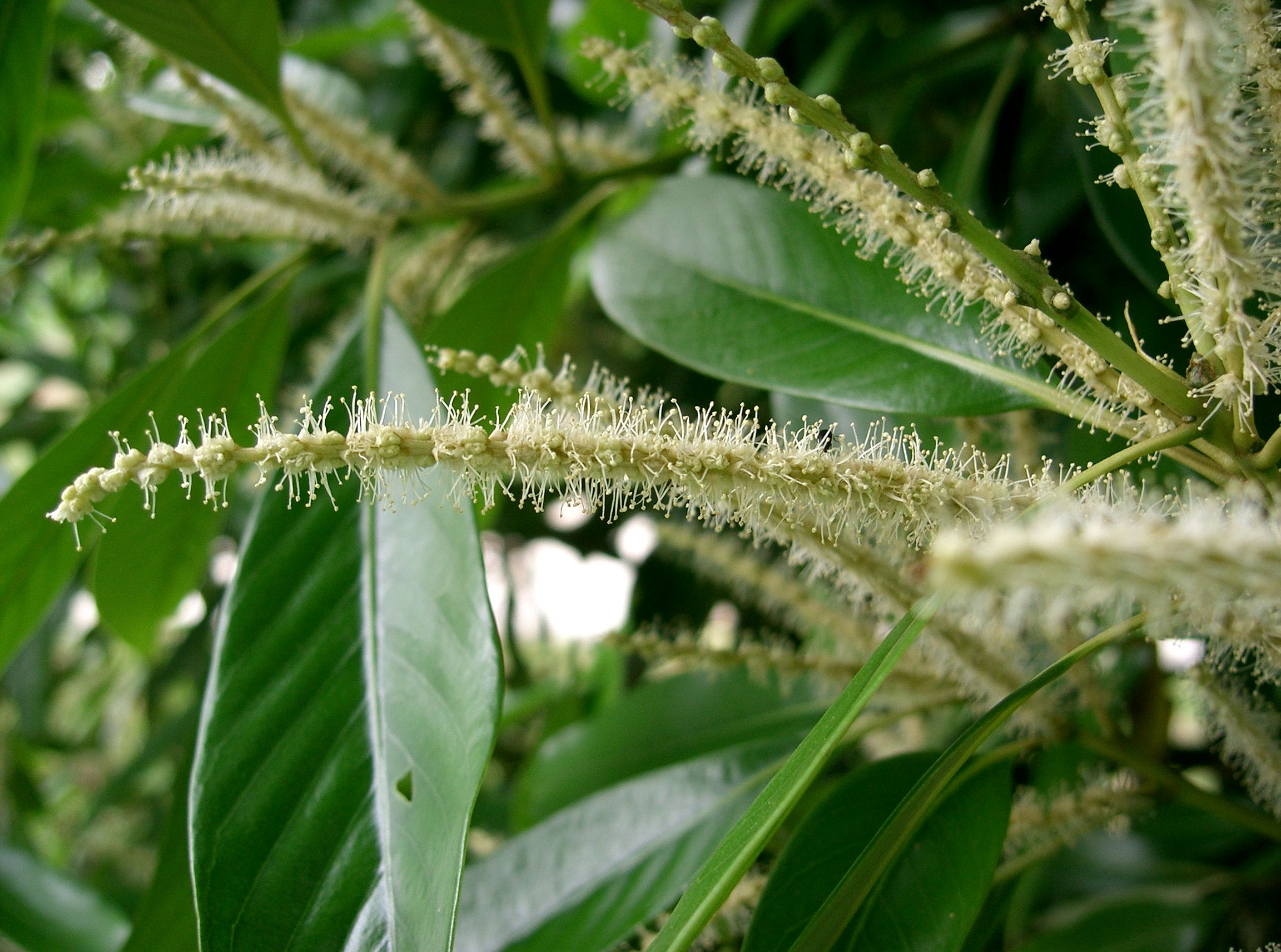
マテバシイの花
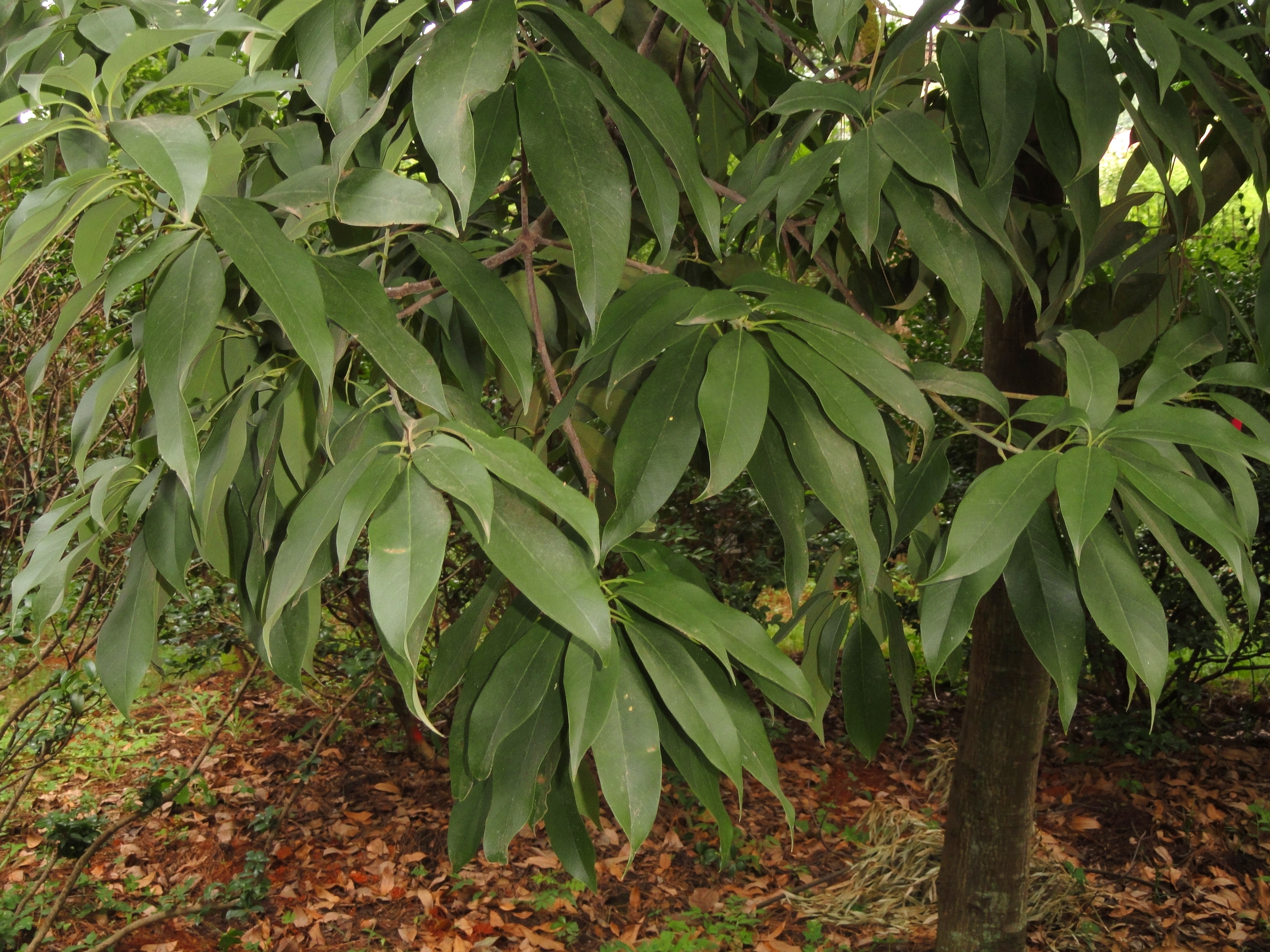
Lithocarpus vestitus
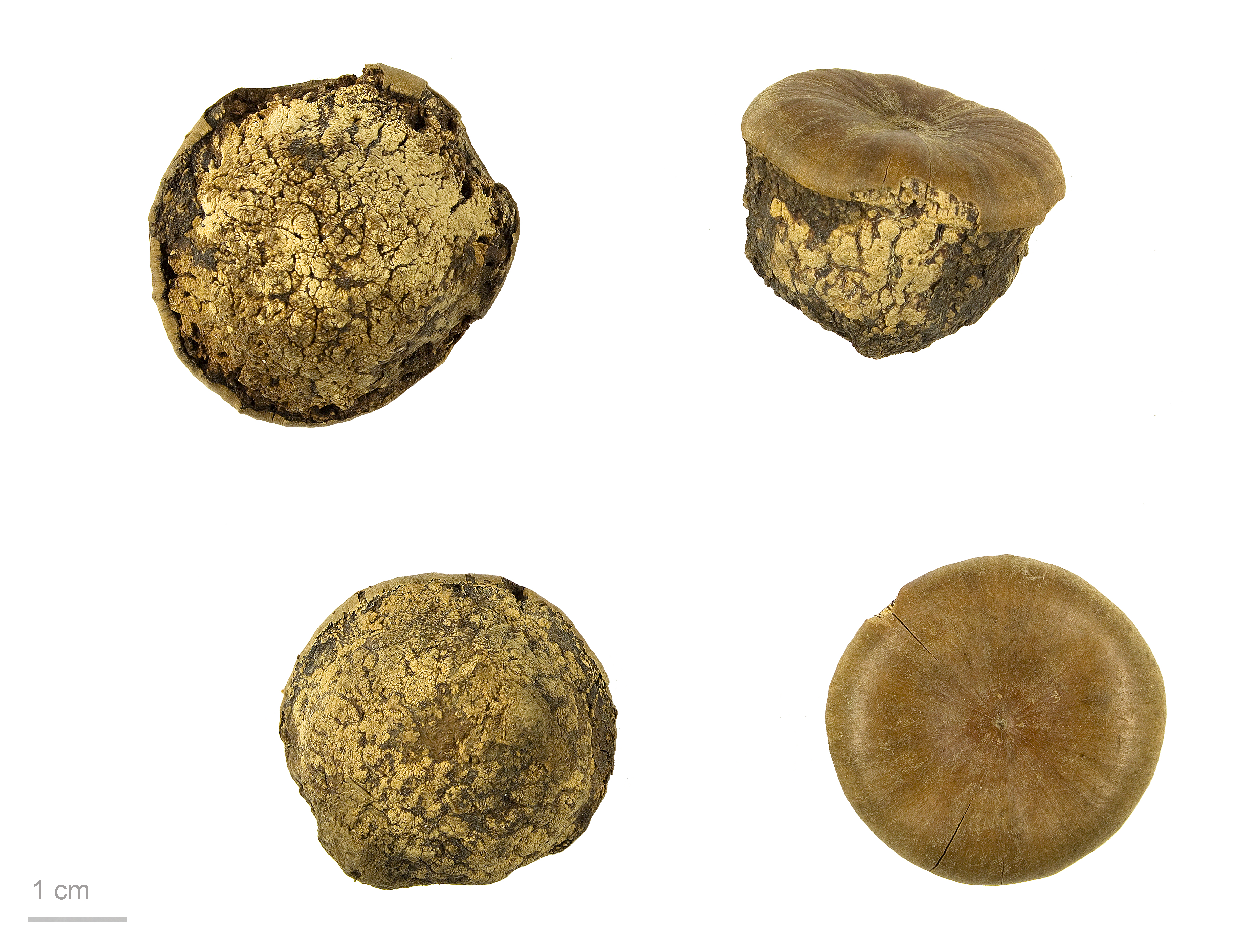
Lithocarpus sp. - Museum specimen
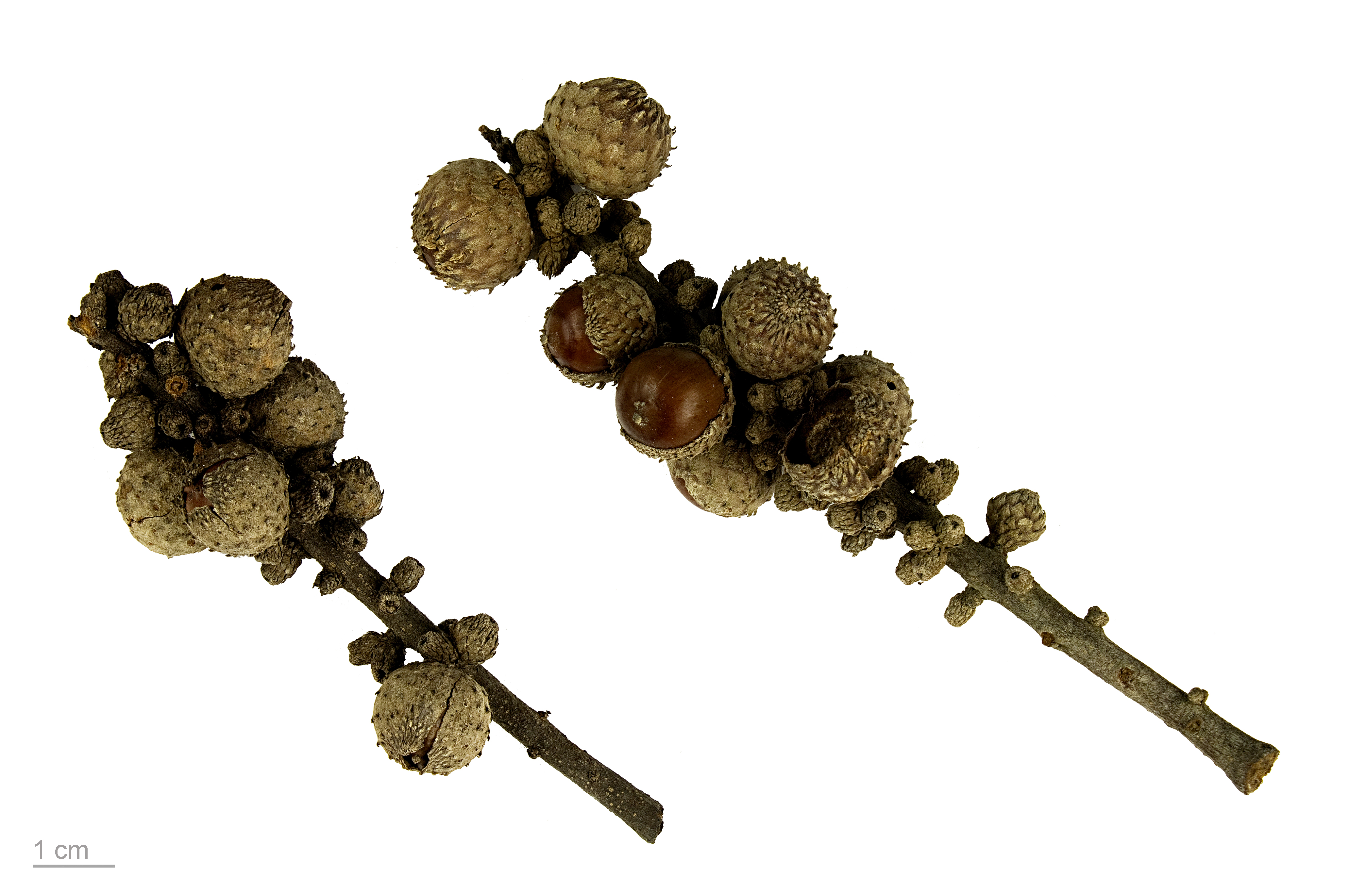
Lithocarpus sp. - Museum specimen